# Hotel Atlanta
Hotel Atlanta (officieel NH Atlanta Rotterdam) is een viersterrenhotel in het centrum van Rotterdam, op de hoek van de Coolsingel en de Aert van Nesstraat.

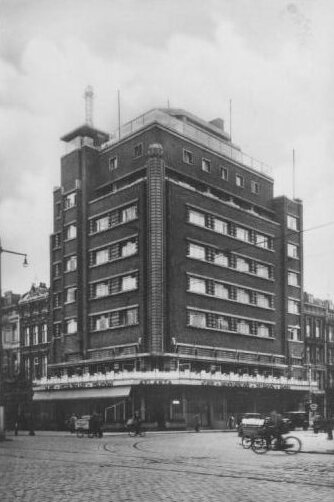
Hotel Atlanta in Rotterdam voor de oorlog

## Geschiedenis

### Hotel Atlanta voor de oorlog
Het hotel is gebouwd tussen 1929 en 1931 naar een ontwerp van de Haagse architect Frans van der Togt in de art-deco-stijl en opende zijn deuren officieel op 2 mei 1931. Toen het hotel nog in aanbouw was, heette het Grand Hotel Moderne, maar toen het hotel af was, werd voor de naam Hotel Atlanta gekozen. De opdracht voor de constructie van het hotel kwam van horecaondernemer Dirk Reese, destijds ook de eigenaar van het beroemde grand café-restaurant en danspaleis Dancing Pschorr. Voor de bouw van het hotel moesten enkele huizen wijken.
Het gebouw had acht hotelverdiepingen met een café-restaurant op de begane grond. De entree was bescheiden en er waren twee liften in de lobby naar de acht verdiepingen. Er waren bij de bouw per hotelverdieping tien kamers die voorzien waren van centrale verwarming, een telefoon, een radio en een door de gast zelf in te stellen wekklok, dingen die vrij nieuw waren voor de tijd. Op de hoogste etage stond een glazen koepel met een dakterras omheen, waar men een breed uitzicht over de Coolsingel en de stad had. Met een hoogte van 36 meter torende het gebouw aan de toenmalige Coolsingel uit boven de overige bebouwing, die in het vooroorlogse Rotterdam vooral uit laagbouw bestond.
Hotel Atlanta bevatte bij de oplevering in 1931 een dubbel hoog café-restaurant op de begane grond. Een gedeelte ervan was voorzien van een insteekverdieping, die aansloot op het balkon. Dat was voorzien van glazen windschermen en had een totale lengte van 45 meter. Op de begane grond was ook nog een bodega met een dinerzaal op dezelfde verdieping.
Het hotel werd uitgevoerd met een toen modern betonnen skelet, bekleed met grijze baksteen en natuurstenen plinten en penanten, de binnenkant was ingericht in art-decostijl. Ook de glazen lichtzuil op de hoek met bolvormige lantaarn was destijds nieuw en onorthodox. De entree van het hotel aan de Aert van Nesstraat was bescheiden, om het café zo groot mogelijk te houden. Een trap en twee liften boden toegang tot acht verdiepingen met hotelfuncties. Op de tweede verdieping waren algemene ruimtes als de ontbijtzaal en een conversatiezaal gevestigd. Per verdieping waren er tien hotelkamers, voornamelijk langs de buitengevel gesitueerd. Op de zevende verdieping waren dienstruimtes en een buffet.
De katholieke weekbladkrant De Maasbode noemde het gebouw in oktober 1931 Europa's modernste hotel:
"De mensch speelt nog een veelbeteekende rol, maar waarin hij slechts onderdeel is geworden in een machtig radarwerk, dat luistert naar de geheimzinnige kracht der elektriciteit."
Vanaf 1931 was hier de kunstenaarssociëteit De Oase opgericht en gevestigd door beeldhouwer Bolle, architect Meischke en schilder Van Rhijn. Iedere dinsdagavond kwamen zij in het hotel bijeen om te discussiëren over kunst.
In 1938 kwam de Oekraïense nationalist Jevhen Konovalets door een bomaanslag op de Coolsingel om het leven, nadat hij in Hotel Atlanta van NKVD-lid Pavel Soedoplatov een bompakket in de vorm van een doos bonbons had gekregen en die had opengemaakt toen hij terug naar Grand Hotel Central liep.

### Hotel Atlanta tijdens de oorlog
Terwijl veel huizen verwoest werden door de bommenregen en later het vuur als gevolg van het bombardement op Rotterdam van 14 mei 1940, kwam Hotel Atlanta vrijwel ongeschonden beide gebeurtenissen door. Het hotel stond ook symbool voor de wederopbouw die daarna plaatsvond. Na het bombardement was de ligging van het hotel de directe aanleiding voor de gemeente voor het toepassen van een dubbele rooilijn aan de westkant van de Coolsingel.

### Hotel Atlanta na de oorlog
In 1950 werd het hotel aan de kant van de Aert van Nesstraat uitgebreid met een nieuwe vleugel die harmonieerde met de rest van het gebouw. In 1965 werd wederom een uitbreiding gebouwd en de begane grond aan de Coolsingel werd verbouwd. Deze uitbreiding - bestaande uit een modernistische vorm met grove, betonnen palen - werd uitgevoerd door Groosman Partners en contrasteren tot op heden sterk met het originele karakter van de rest van het gebouw. Tevens werd aan de zijde van de Coolsingel een onderdoorgang aangelegd met winkelruimte in plaats van het oude café-restaurant en de bodega.
Verder heeft Hotel Atlanta zich ook gericht op het kleine overgebleven Joodse publiek die nog in de stad aanwezig was. Er werden feesten voor Joodse jongeren georganiseerd in de jaren zestig en er waren ook bijeenkomsten van Joods Rotterdam die plaatsvonden in het hotel.
In 1997 was de gemeente druk bezig om het gebouw aan te wijzen als gemeentelijk monument, iets wat gelukt was in 1998.
In 2016 waren er plannen om het hotel in oude ere te herstellen en erachter een grote woontoren te bouwen. Het voorstel van Amsterdams architectenbureau ZZDP Architecten was om de 'Dudok-achtige jaren 30-architectuur' van het hotel nieuw leven in te blazen en ook het grand café van weleer terug te laten keren. Verder zou de woontoren rond de honderd meter hoog worden en zou er een atrium in het gebouw komen. De totale kosten waren beraamd op ongeveer 100 miljoen euro. Het is anno 2025 onduidelijk wat de status van de plannen is, aangezien er nog geen renovatie- of bouwwerkzaamheden hebben plaatsgevonden.